# Trajectòria (cinemàtica)

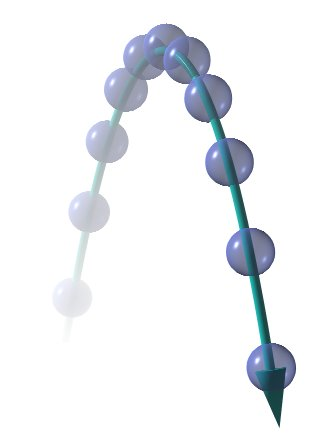
Trajectòria parabòlica

Una trajectòria o trajecte de vol és el camí que un objecte amb massa en moviment segueix a través de l'espai en funció del temps. En mecànica clàssica, una trajectòria la defineix la mecànica hamiltoniana mitjançant coordenades canòniques; per tant, es defineix simultàniament una trajectòria completa per posició i impuls. La trajectòria en mecànica quàntica no es defineix a causa del principi d'incertesa de Heisenberg que la posició i l'impuls no es poden mesurar simultàniament.
En mecànica clàssica, la massa pot ser un projectil o un satèl·lit. Per exemple, pot ser una òrbita: la ruta d'un planeta, asteroide o cometa ja que viatja al voltant d'una massa central .
En teoria de control una trajectòria és un conjunt d'estats ordenats per temps d'un sistema dinàmic (vegeu, per exemple, mapa de Poincaré). En matemàtiques discretes, una trajectòria és una seqüència de valors calculats per l'aplicació iterada d'un mapatge f a un element x de la seva font.

## Trajectòria física

Trajectòries d'un objecte llançat amb un angle de 70°. En el cas de l'objecte de color negre, no troba cap resistència aerodinàmica i es mou seguint una paràbola. En el cas del blau, l'objecte experimenta una resistència segons la llei de Stokes, i en el cas del verd en funció de la teoria (errònia) de Newton, que deia que la resistència depenia de la forma de l'objecte.

Una trajectòria és el camí que un objecte amb massa en moviment segueix a través de l'espai en funció del temps. En mecànica clàssica, una trajectòria la defineix la mecànica hamiltoniana mitjançant coordenades canòniques; per tant, es defineix simultàniament una trajectòria completa per posició i impuls. La trajectòria en mecànica quàntica no es defineix a causa del principi d'incertesa de Heisenberg que la posició i l'impuls no es poden mesurar simultàniament.

En cinemàtica, la trajectòria és el conjunt de totes les posicions per les quals passa un cos en moviment.
Matemàticament, si tenim definida la posició en funció del temps:
{\displaystyle \mathbf {x} =f(\mathbf {t} )}
{\displaystyle \mathbf {y} =g(\mathbf {t} )}
{\displaystyle \mathbf {z} =h(\mathbf {t} )}
S'aïlla {\displaystyle \mathbf {t} } en qualsevol de les tres expressions:
{\displaystyle \mathbf {t} =g^{-1}(\mathbf {y} )}
Les altres dues expressions es defineixen en funció d'aquesta:
{\displaystyle \mathbf {x} =f(g^{-1}(\mathbf {y} ))}
{\displaystyle \mathbf {z} =h(g^{-1}(\mathbf {y} ))}

Com que tenim dues equacions en un espai tridimensional, aquest conjunt té un grau de llibertat i, per tant, defineix una línia, que serà la trajectòria del cos en l'espai.
Segons la mecànica clàssica, la trajectòria d'un cos puntual sempre serà una línia contínua. La física moderna, però, ha trobat situacions en què això no ocorre. Per exemple, la trajectòria d'un electró dins d'un àtom és probabilística, i correspon a un volum.

## Exemples
Trajectòria curvilíniaquan la trajectòria pot aproximar per una corba contínua. La trajectòria curvilínia pot ser bidimensional (plana) o tridimensional (corba guerxa o amb torsió).
Trajectòria erràticaquan el moviment és imprevisible, la trajectòria també ho és i la seva forma geomètrica resulta molt irregular. Un exemple d'això és l'anomenat moviment brownià.